# Larry Carberry
Lawrence James „Larry“ Carberry (* 18. Januar 1936 in Liverpool; † 26. Juni 2015 in Sefton) war ein englischer Fußballspieler. Er war in der zweiten Hälfte der 1950er- sowie in der ersten Hälfte der 1960er-Jahre Teil von Ipswich Town, das jeweils die Meisterschaft in den obersten drei englischen Spielklassen gewann. Auf dem Weg zum überraschenden Gewinn des englischen Titels 1962 unter dem späteren Weltmeistertrainer Alf Ramsey absolvierte er auf seiner Stammposition auf der rechten Abwehrseite alle Ligapartien.

## Sportlicher Werdegang
Carberry wurde im Frühling 1956 von Ipswich Towns Trainer Alf Ramsey entdeckt, als er für den kleinen Klub Bury Town in der Eastern Counties League spielte. Ramsey, der später englischer Nationaltrainer wurde, war selber zu seiner aktiven Zeit rechter Verteidiger gewesen. Er stattete Carberry mit einem Profivertrag aus, nachdem dieser in jungen Jahren schon beim FC Everton in seiner Heimat gespielt hatte, dort aber über den Amateurstatus nicht hinausgekommen war. Kurz vor seiner Ankunft in Ipswich hatte er noch seinen Wehrdienst in Bury St Edmunds abgeliefert und zu den weiteren Interessenten an seiner Verpflichtung zählten Norwich City, Stoke City und der FC Liverpool.
Der Neuzugang, dessen Stärken sich in der Schnelligkeit und guten Technik zeigten, gewann in seiner ersten vollen Spielzeit 1956/57 mit Ipswich Town die Drittligameisterschaft und stieg somit in der Zweitklassigkeit auf. Auch in den folgenden Jahren blieb Carberry eine feste Konstante in Ipswichs Team, das den Weg zur Spitze des englischen Profifußballs fortsetzte. Seine über 250 Ligaeinsätze führten ihn zunächst 1961 zum Aufstieg in die höchste Spielklasse und im Jahr darauf zum Gewinn der englischen Meisterschaft. Zum Titelgewinn trug er maximal bei, da er in keinem der 42 Ligaspiele fehlte. Anschließend ging es sportlich bergab und zwei Jahre später stieg Carberry mit seinen Mannen als Tabellenletzter wieder in die zweite Liga ab. Mitte 1965 verließ er den Klub und beim AFC Barrow und kurz darauf beim FC Burscough ließ er seine Laufbahn schließlich ausklingen. Als ihn 1967 Bill Shankly vom FC Liverpool einlud, als Chefscout für die „Reds“ zu arbeiten, lehnte Carberry ab. Stattdessen bevorzugte er ein berufliches Leben als Hafenarbeiter. Im Jahr 2010 nahm ihn Ipswich Town in die vereinseigene „Hall of Fame“ auf.

## Titel/Auszeichnungen
- Englische Meisterschaft (1): 1962